# Петряніно (Кічменгсько-Городецький район)
Петря́ніно (рос. Петрянино) — присілок у складі Кічменгсько-Городецького району Вологодської області, Росія. Входить до складу Городецького сільського поселення.

## Населення
Населення — 23 особи (2010; 38 у 2002).
Національний склад (станом на 2002 рік):
- росіяни — 100 %